# Stiftsgymnasium Kempten

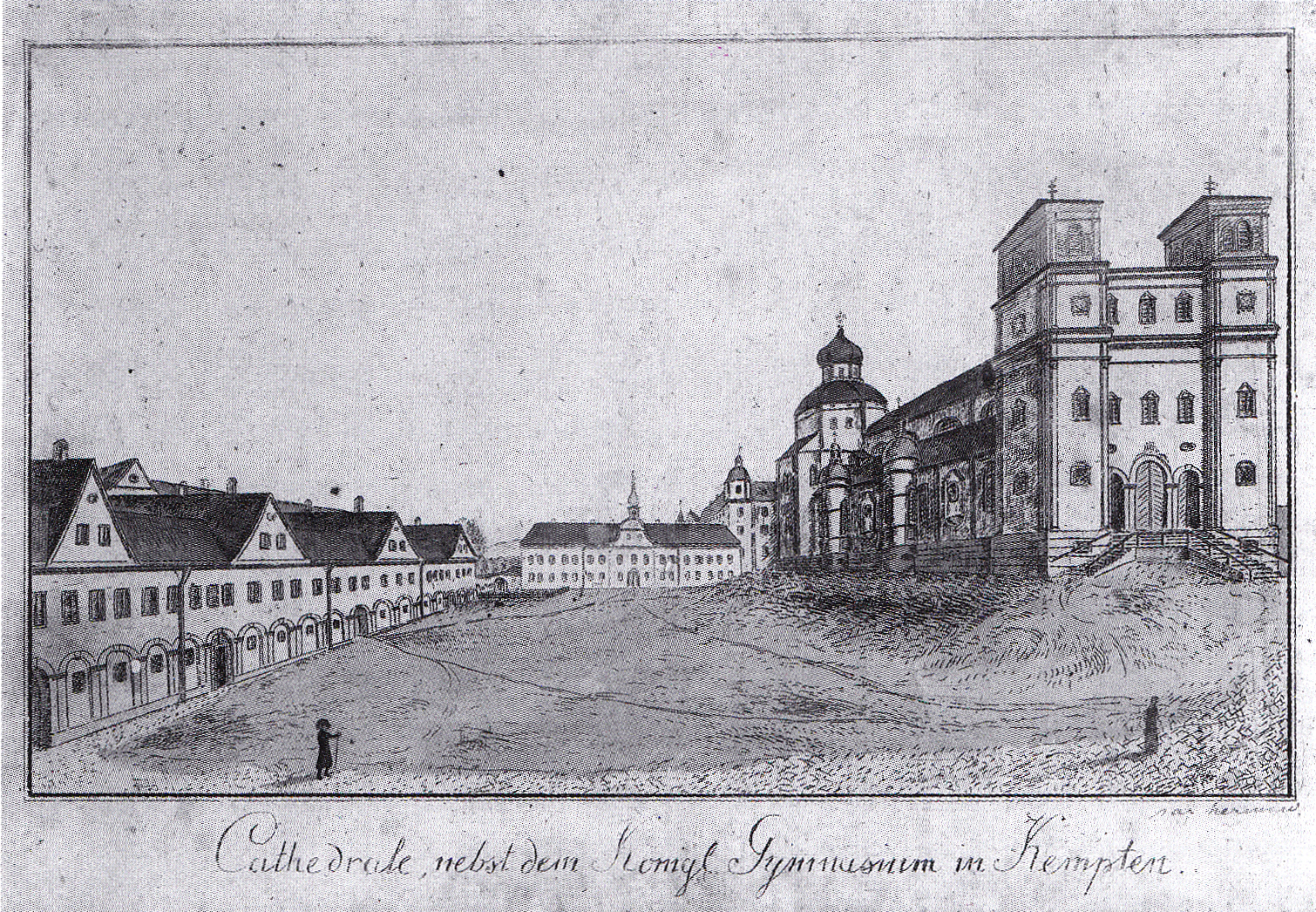
Die Pagerie, zugleich Gymnasium der Piaristen, in der Bildmitte. Links die Serrohäuser, rechts die St.-Lorenz-Kirche

Das Stiftsgymnasium der Piaristen Kempten ist eine ehemalige Niederlassung der Piaristen in Kempten (Allgäu), einer Stadt im bayerischen Regierungsbezirk Schwaben.

## Geschichte
Die Ordensniederlassung wurde im Jahr 1752 durch Engelbert Syrg von Syrgenstein, Fürstabt von Kempten, veranlasst und 1803 im Zuge der Säkularisation aufgelöst. Die Piaristen hatten kein Kloster im engeren Sinne; sie wohnten im Stiftsgymnasium, das als Lateinschule eine bis ins 17. Jahrhundert zurückreichende Tradition besaß. Der Baukörper des Stiftsgymnasiums war an die fürstäbtliche Residenz angebaut. Im Jahr 1762 wurden Ausbaupläne beschlossen. Die Anzahl der Lehrer sollte verdoppelt und durch weitere fünf Personen ergänzt werden. Diese Pläne wurden offensichtlich nicht umgesetzt.
Nach dem Ende des Fürststifts wurden die Piaristen durch weltliche Lehrer ersetzt. Das Gebäude wurde bis 1864 für das Königlich Bayerische Gymnasium (heute Carl-von-Linde-Gymnasium Kempten) genutzt. Nach dem Abriss des Stiftsgymnasiums wurde das katholische Pfarrhaus dort errichtet.

## Schüler
Die Lateinschule wurde gegründet, damit die Edelleute aus dem Stift eine schulische Ausbildung erhalten konnten. Daneben wurde aber von Beginn an auch den Söhnen der adeligen Hofbeamten und auch Schülern aus Familien der Bewohner der Stiftsstadt der Schulbesuch ermöglicht. Kinder aus armen Familien konnten ein Stipendium erhalten.
Der Einzugsbereich beschränkte sich zu Beginn auf das Territorium des Stiftes. Im Laufe der Jahre dehnte er sich auf das gesamte Allgäu und benachbarte Gebiete aus. So sind für das Jahr 1731 sieben bürgerliche Schüler aus Kempten, 11 Schüler aus den Stiftland, zwei weitere aus dem Allgäu, aus Schwaben sechs Schüler, zwei Schüler aus der Schweiz und ein Schüler aus Tirol bekannt. Auswärtige Schüler konnten in einem Internat wohnen. Im Jahr 1803 bestanden sechs Oberstufenklassen und zwei Grundstufenklassen mit 41 Schülern und fünf Lehrkräften.